# Mean Streets (datorspel)
Mean Streets är ett datorspel utvecklad och publicerad av Access Software till MS-DOS och Commodore 64 1989. Den portades senare till Atari ST och Amiga men dessa portningar släpptes enbart i Europa. Spelet utspelas i en dystopiskt-Cyberpunk neo-noir värld, det är det första spelet i spelserien Tex Murphy och följdes av uppföljaren Martian Memorandum. Spelet kom senare som en remake med titeln Tex Murphy: Overseer.

## Handling
Spelaren styr Tex Murphy, en privatdetektiv som lever i en post-apokalyptisk San Francisco. Tex blir anlitad av en vacker kvinna vid namn Sylvia Linsky för att utreda mordet på hennes far, Dr. Carl Linsky, en professor på University of San Francisco. Innan Carl dog ville han inte prata med sin dotter om sitt hemliga projekt som han arbetade på, några dagar senare hoppade han från Golden Gate Bridge. Sylvia misstänker mord, men polisen misstänkte att det rörde sig om självmord. För att hjälpa honom får Tex 10.000 dollar och några ledtrådar. Spelaren hänvisas till spelets manual med lista med ledtrådar.

## Spelupplägg
Spelet börjar med att Tex sitter i sin flygande bil speeder och spelaren kan använda olika funktioner, inklusive styra speeder bakåt och framåt, höja eller sänka, byta olika vinklar och har tillgång till en dator. Spelaren kan kontakta Tex sekreterare och informatör och ta emot fax från dom om man frågar efter information på misstänkta.
Stora delen av spelet involverar spelaren på att fråga personer under spelets lopp. Personer som blir frågade resulterar med information som fördjupar handlingen. Efter man har frågat personer har spelaren som val att erbjuda dom pengar eller hota om de är inte samarbetsvilliga.
I vissa fall får spelaren en adress från en person som man har frågat om. Dessa adresser har en fyrsiffrig kod som spelaren matar in i datorn i speedern. När koden används reser spelaren till destinationen som visar ett blinkade område och spelaren måste guida speedern till målet. När man gör det reser man upp och ner nära i kusten av Kalifornien.
Det finns situationer där spelaren måste söka igenom personers lägenheter och laboratorier för att få ledtrådar. I vissa fall kan spelaren gå runt, söka igenom skrivbord, slå av larm och få tillgång till datorer. Spelarens primära mål är att leta efter åtta passkort, alla med varsitt lösenord och använda dom för att stoppa projektet som Carl Linsky arbetade med.